# Топохімія
Топохімія (рос. топохимия, англ. topological chemistry, topochemistry; нім. topologische Chemie f) — розділ хімії, в якому вивчаються будова поверхні кристалічних речовин на атомно-молекулярному рівні, реакції на поверхні кристалів, процеси асоціації та дисоціації молекул.
ТОПОХІМІЧНИЙ ПРИНЦИП – принцип, згідно з яким реакції в кристалічній фазі відбуваються при мінімальних зміщеннях атомів чи молекул.